# Nestor Sirotenko
Nestor (russe : Нестор, né Ievgueni Iourievitch Sirotenko russe : Евгений Юрьевич Сиротенко) est un moine et prélat orthodoxe russe. Métropolite de Chersonèse et d’Europe occidentale, Exarque du Patriarche en Europe occidentale.

## Biographie
Mgr Nestor est né le 4 septembre 1974 à Moscou, en Russie.
Après l’école de 1991 à 1995 il fait ses études à l’Institut d’histoire et d’archives (actuellement l’Université russe d’état des sciences humaines).
Il est arrivé en France en 1999 pour poursuivre sa formation à l’Institut de théologie orthodoxe Saint-Serge.
Pendant plusieurs années, le futur évêque fut recteur de la paroisse orthodoxe d’Asnières (Exarchat des paroisses russes d’Europe occidentale du patriarcat de Constantinople).
En 2004, il réintègre le Patriarcat de Moscou en devenant membre du clergé du diocèse de Chersonèse.
Dès 2008 il était doyen des paroisses du diocèse de Chersonèse en France et recteur de l’église des Trois-Saints-Docteurs à Paris. il enseigne également la théologie pastorale au Séminaire orthodoxe russe à Épinay-sous-Sénart.
Mgr Nestor a été nommé évêque titulaire de Caphes, auxiliaire du diocèse de Chersonèse, le 31 mai 2010 par le Saint-Synode de l’Église Orthodoxe Russe.
Son ordination épiscopale a été célébrée à la cathédrale Christ-Sauveur de Moscou le 5 septembre 2010, jour de mémoire de saint Irénée de Lyon.
Le 24 décembre 2010, le Saint-Synode a nommé Monseigneur Nestor comme ordinaire du diocèse de Chersonèse avec la charge de gérer les paroisses du Patriarcat de Moscou en Italie. Le 16 juillet 2013, par décision du Saint Synode de l'Église orthodoxe russe est libéré de la gestion des paroisses du Patriarcat de Moscou en Italie
Par la décision du Saint-Synode du 28 décembre 2018 (journal № 105) Mgr Nestor nommé évêque de Madrid et de Lisbonne.
Le 3 janvier 2019 Monseigneur Nestor a été elevé à la dignité d’archevêque par Sa Sainteté Cyrille, Patriarche de Moscou et de toutes les Russies. 
Par la décision du Saint-Synode du 7 juin 2022 (journal № 61) Mgr Nestor nommé administrateur temporaire du diocèse de Chersonèse.
Par la décision du Saint-Synode du 13 octobre 2022 (journal № 96), Son Éminence Nestor, archevêque de Madrid et de Lisbonne, est nommé Archevêque titulaire du diocèse de Chersonèse et chef de l’Exarchat patriarcale en Europe occidentale avec le titre «de Chersonèse et d’Europe occidentale».
Le 27 novembre 2022 archevêque Nestor a été elevé à la dignité de métropolite par Patriarche Cyrille de Moscou et de toutes les Russies. 
Par décision du Saint-Synode en date du 16 mars 2023, il a été nommé administrateur temporaire des paroisses du Patriarcat de Moscou en Italie.
Du 25 juillet au 27 décembre 2024, il a exercé la fonction d’administrateur temporaire du diocèse de Budapest et de Hongrie.